# Живокость жёлтая
Жи́вокость жёлтая (лат. Delphínium lúteum) — вид многолетних растений рода Живокость (Delphinium) семейства Лютиковые (Ranunculaceae). Некоторыми авторами рассматривался в качестве подвида другого американского вида — живокости голостебельной (Delphinium nudicaule Torr. & A.Gray).

## Ботаническое описание

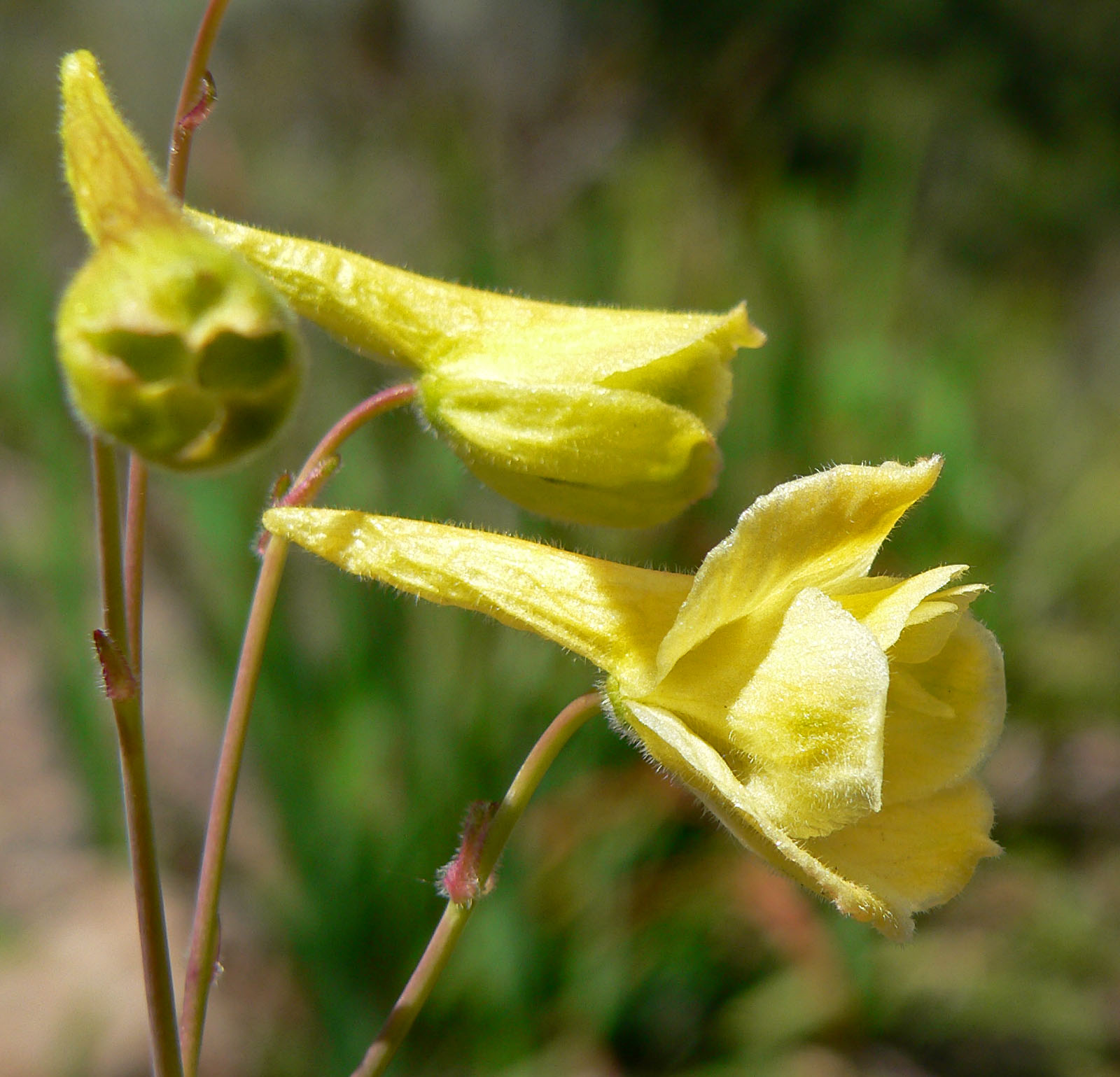
Цветки

Маленькое, очень редкое травянистое растение с ярко-жёлтыми цветками в форме рога изобилия.  Жёлтая окраска цветков — редкость для растений рода Живокость.

## Распространение и экология
Произрастает Живокость жёлтая на ограниченной территории в округе Сонома в Калифорнии и никогда не распространялась за пределы отдельных прибрежных районов.
Опыляют цветы растения колибри и насекомые.

### Охранный статус
С 1970-х годов Живокость жёлтая отнесена к вымирающим видам. Охранный статус с 2000 года — находится под угрозой исчезновения (endangered). Считается, что в природе осталось, возможно, менее 100 растений. В 2002 году насчитывалось 80 растений в двух обособленных местах, причём одно из них — в ботаническом саду Калифорнийского университета в Беркли. Предпринимаются попытки сохранить желтоцветковый вид живокости.
Другой близкородственный вид — Живокость Бейкера (Delphinium bakeri), компактно произрастающий в отдельных районах Калифорнии, также находится под угрозой исчезновения. Оба вида часто рассматриваются вместе.